# The Unwelcome Mrs. Hatch
The Unwelcome Mrs. Hatch er en amerikansk stumfilm fra 1914 af Allan Dwan.

## Medvirkende
- Henrietta Crosman som Mrs. Hatch.
- Walter Craven som Richard Lorimer.
- Lorraine Huling som Gladys Lorimer.
- Minna Gale som Mrs. Lorimer.
- Harold Lockwood som Jack Adrian.